# Turneria postomma
Turneria postomma é uma espécie de formiga do gênero Turneria.